# Gesine Waltherová
Gesine Waltherová, provdaná Tettenbornová (* 6. října 1962, Weißenfels), je bývalá německá atletka, běžkyně, která reprezentovala tehdejší Německou demokratickou republiku.

## Sportovní kariéra
Na začátku 80. let 20. století patřila do evropské sprinterské špičky. V roce 1982 se stala halovou mistryní Evropy v běhu na 200 metrů. Na evropském šampionátu v Athénách ve stejném roce byla členkou vítězné východoněmecké štafety na 4 × 100 metrů. Při premiéře mistrovství světa v atletice v roce 1983 získala zlatou medaili jako členka štafety na 4 × 400 metrů.
O rok později ukončila svoji sportovní kariéru, aby pomohla osvobodit svého bratra, který byl vězněn pro pokus o útěk z NDR. Kvůli braní dopingu měla v následujících letech zdravotní problémy.